# Bernie Federko
Bernard Allan Federko, detto Bernie (Foam Lake, 12 maggio 1956), è un ex hockeista su ghiaccio canadese.

## Biografia
Ha origini ucraine.
Nel corso della sua carriera ha giocato con Saskatoon Blades (1973-1976), Kansas City Blues (1976/77) e St. Louis Blues (1977-1989) e Detroit Red Wings (1989/90).
Nel 2002 è stato inserito nella Hockey Hall of Fame.